# تشدان (صعدة)
تشدان هي إحدى قرى الجمهورية اليمنية. تتبع جغرافيا لمحافظة صعدة و إداريًا لمديرية غمر. يبلغ تعداد سكانها 1166 نسمة حسب الإحصاء الذي أجري عام 2004.